# Yiannis Kouros

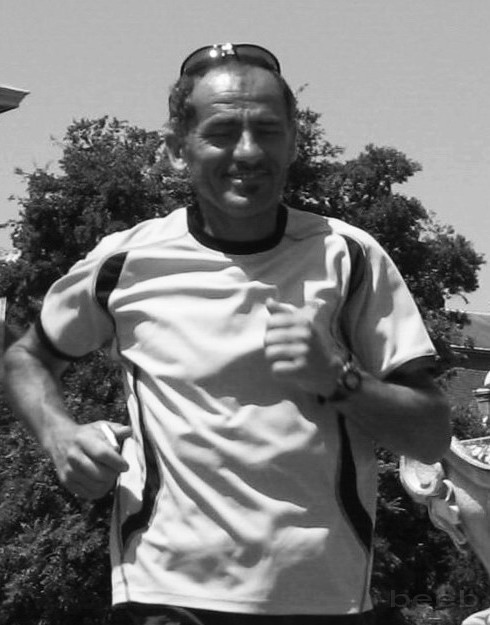
Yiannis Kouros 2008 in Ungarn

Yiannis Kouros (griechisch Γιάννης Κούρος, Giannis Kouros; * 13. Februar 1956 in Tripoli) ist ein griechischer Ultramarathon- und Extremläufer. Er lebt seit 1990 in Australien und besitzt mittlerweile neben der griechischen auch die Staatsbürgerschaft dieses Landes.

## Leben
Yiannis Kouros ist bekannt und legendär für zahlreiche Weltrekorde im Bereich des Ultramarathon auf Strecken von 100 bis 1000 Meilen (160 bis 1601 km) und vom 24-Stunden-Lauf bis zum 10-Tage-Lauf. Den Spartathlon gewann er viermal (1983, 1984, 1986, 1990), und es dauerte bis zum Jahr 2023, dass ein anderer Läufer (Fotis Zisimopoulos) eine seiner Siegerzeiten unterbieten konnte (Kouros' Rekord von 1990: 20:29 h).
1997 lief er bei einem 24-Stunden-Lauf 303,506 km. 2005 stellte er im australischen Colac mit 1036,850 km einen neuen Rekord im Sechs-Tage-Lauf auf.

## Bestzeiten
Seine Marathon-Bestzeit liegt bei 2:25 h (1982).